# Chan al-Dżabal
Chan al-Dżabal – wieś w Syrii, w muhafazie Al-Hasaka. W 2004 roku liczyła 988 mieszkańców.